# Marea Bering

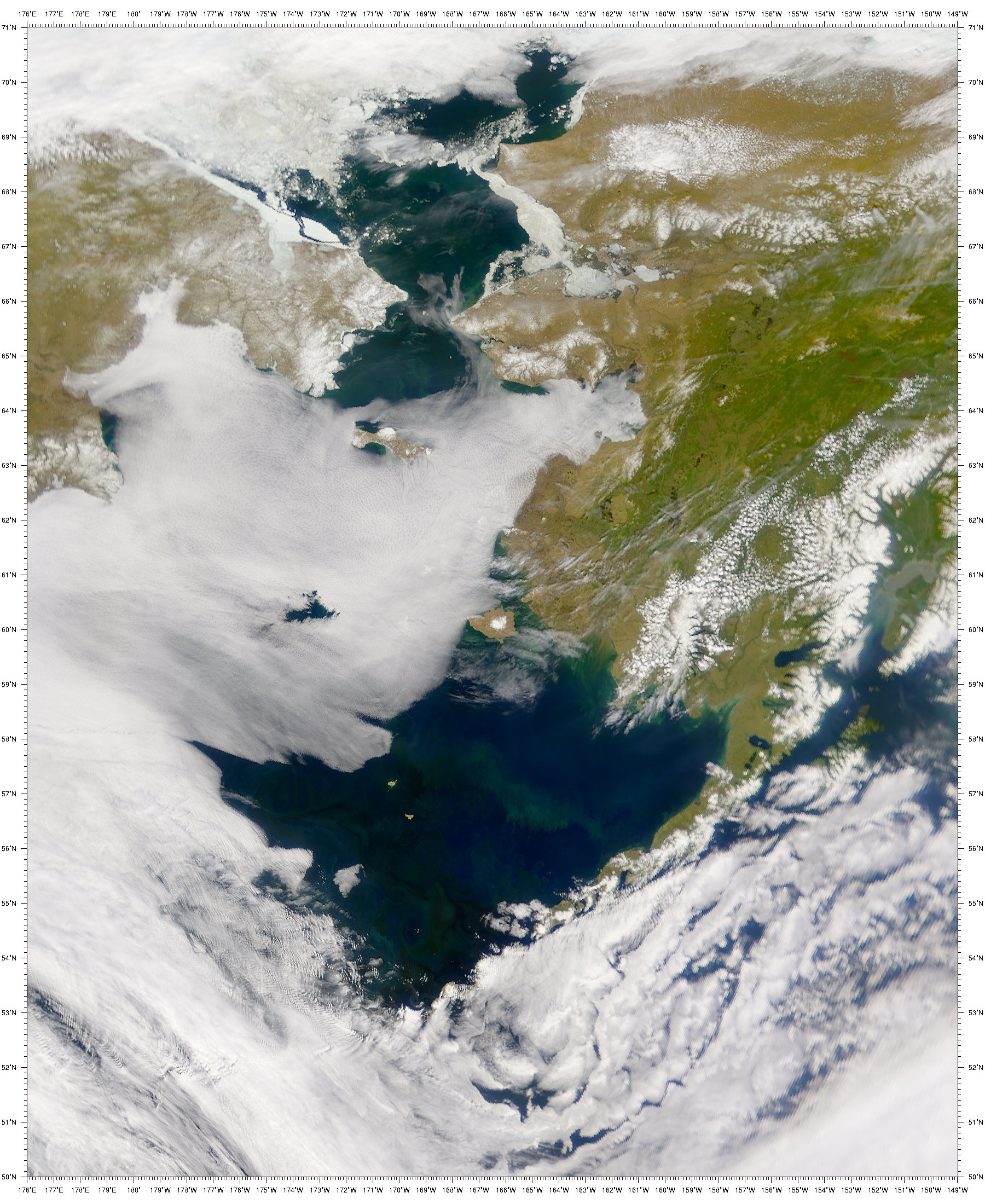
Fotografie din satelit a Mării Bering

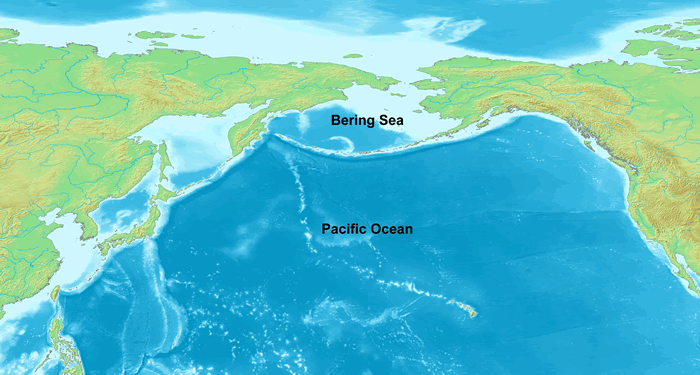
Marea Bering şi Oceanul Pacific de Nord

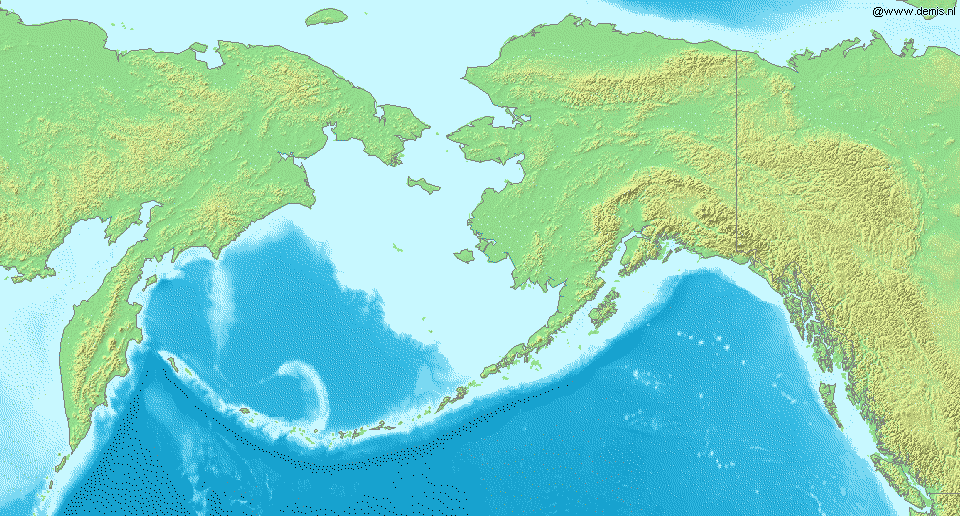
Marea Bering cu Peninsula Kamceatka şi Alaska

Marea Bering (sau Imarpik) este situată la nord și separată de Oceanul Pacific de nord de către Alaska și Insulele Aleutine. Acoperind mai mult de două milioane de kilometri pătrați, este mărginită la est și nordest de Alaska, la vest de Siberia și Peninsula Kamceatka, la sud de Peninsula Alaska și de Insulele Aleutine și în nordul îndepărtat de Strâmtoarea Bering care separă Marea Bering de Marea Chukchi din Oceanul Arctic. Numele său este cel al primului explorator european care a navigat pe apele sale, navigatorul danez Vitus Bering.
În timpul celei mai recente ere glaciare, se crede că nivelul mării era suficient de jos pentru a permite oamenilor și animalelor să migreze din Asia în America de Nord pe jos, pe unde acum se află Strâmtoarea Bering, localizată în partea nordică a mării. Acest loc este cunoscut ca "Trecătoarea Bering" și unii oameni de știință cred că a fost locul prin care au ajuns în America primii locuitori.
Marea Bering este unul din locurile cele mai bogate în pește, și pescuitul în apele sale reprezintă jumătate din industria pescuitului din Statele Unite. Datorită schimbărilor climatice, evoluția climei și ecosistemului Mării Bering este nesigur. Aceasta este o problemă în doua sensuri: schimbările climatice influențează ecosistemele și ecosistemele servesc ca indicatori pentru schimbările climatice.
Câteva insule din Marea Bering:
- Insulele Pribilov
- Insulele Komandorski, inclusiv Insula Bering
- Insula St. Lawrence
- Insulele Diomede
- Insula King
- Insula St. Matthew